# Kanton Épinay-sur-Seine
Kanton Épinay-sur-Seine is een kanton van het Franse departement Seine-Saint-Denis. Het kanton maakt deel uit van het arrondissement Saint-Denis.

## Geschiedenis
Op 22 maart 2015 werd het kanton Pierrefitte-sur-Seine opgeheven en werden de gemeenten Pierrefitte-sur-Seine en Villetaneuse, waaruit dat kanton bestond, opgenomen in het kanton Épinay-sur-Seine. Op diezelfde dag werd echter een deel van de gemeente Épinay-sur-Seine overgeheveld naar het kanton Saint-Ouen. Pierrefitte-sur-Seine werd op 1 januari 2025 aangehecht aan de gemeente Saint-Denis.

## Gemeenten
Het kanton Épinay-sur-Seine omvat de volgende gemeenten:
- Épinay-sur-Seine (deels)
- Pierrefitte-sur-Seine (commune déléguée)
- Villetaneuse